# متعاقبة حبيبية رأسية
متعاقبة حبيبية رأسية (الاسم العلمي:Synechococcus capitatus) هي نوع من البكتيريا يتبع جنس المتعاقبة الحبيبية من فصيلة المتعاقبات الحبيبية.